# Chu lâm dã sử
Chu lâm dã sử (tiếng Trung: 株林野史) là tiểu thuyết khiêu dâm của văn nhân lấy bút danh Si Đạo nhân xuất bản từ năm 1610 đến 1620. Lấy bối cảnh vào thế kỷ thứ 7 TCN, truyện kể về người phụ nữ trẻ và những cuộc phiêu lưu tình dục của mình.

## Cốt truyện
Chu lâm dã sử lấy bối cảnh vào khoảng năm 600 TCN trong thời kỳ Xuân Thu, một cô gái trẻ chưa chồng tên gọi Tố Nga (素娥) mơ được đạo sĩ Hoa Nguyệt (華月) chỉ dạy thuật phòng the. Trước tiên, Tố Nga tận dụng khả năng tình dục mới luyện của mình hòng đạt được thuật trường sinh bất lão, cô ta bèn quyến rũ nhiều người đàn ông cho đến khi bị một tay đạo sĩ đối thủ ngăn chặn, rồi sau hai người yêu nhau và cùng đồng hành trong chuyến hành trình tìm kiếm đạo trường sinh.

## Lịch sử xuất bản
Chu lâm dã sử bao gồm mười sáu hồi và hai mươi mốt bài thơ, do một văn nhân ẩn danh sử dụng bút danh Si Đạo nhân (痴道人) viết vào cuối thời Minh, được dịch sang tiếng Anh thành "Infatuated Moralist" hoặc "Man of the Crazy Way". Tác phẩm ấn hành ở Tô Châu và có khả năng được khắc in lần đầu vào khoảng năm 1610–1620, mặc dù về sau bị triều đình nhà Thanh ban lệnh cấm.